# Ясиковаць (Плитвицька Єзера)
44°43′ пн. ш. 15°43′ сх. д. / 44.72° пн. ш. 15.72° сх. д.
Ясиковаць (хорв. Jasikovac) — населений пункт у Хорватії, в Лицько-Сенській жупанії у складі громади Плитвицька Єзера.

## Населення
Населення за даними перепису 2011 року становило 28 осіб.
Динаміка чисельності населення поселення:

## Клімат
Середня річна температура становить 8,22 °C, середня максимальна – 22,68 °C, а середня мінімальна – -8,16 °C. Середня річна кількість опадів – 1298 мм.
| Клімат поселення                              | Клімат поселення | Клімат поселення | Клімат поселення | Клімат поселення | Клімат поселення | Клімат поселення | Клімат поселення | Клімат поселення | Клімат поселення | Клімат поселення | Клімат поселення | Клімат поселення | Клімат поселення |
| Показник                                      | Січ.             | Лют.             | Бер.             | Квіт.            | Трав.            | Черв.            | Лип.             | Серп.            | Вер.             | Жовт.            | Лист.            | Груд.            |                  |
| Середній максимум, °C                         | 5,60             | 6,87             | 10,41            | 14,48            | 19,24            | 22,48            | 22,68            | 22,34            | 18,24            | 13,61            | 8,25             | 3,98             |                  |
| Середня температура, °C                       | −1,27            | −0,01            | 3,52             | 7,59             | 12,35            | 15,61            | 18,00            | 17,64            | 13,54            | 8,90             | 3,56             | −0,72            |                  |
| Середній мінімум, °C                          | −8,16            | −6,9             | −3,38            | 0,72             | 5,47             | 8,71             | 13,29            | 12,93            | 8,84             | 4,20             | −1,15            | −5,41            |                  |
| Норма опадів, мм                              | 91               | 95               | 99               | 110              | 98               | 98               | 76               | 87               | 124              | 136              | 158              | 126              |                  |
| Середньомісячна швидкість вітру, м/с          | 1.90             | 2.03             | 2.29             | 2.25             | 2.08             | 1.85             | 1.82             | 1.70             | 1.78             | 1.89             | 2.07             | 2.11             |                  |
| Середньомісячна сонячна радіація, кДж/м²·день | 4582             | 7219             | 10734            | 15210            | 19309            | 21443            | 23076            | 19936            | 14649            | 9486             | 5034             | 3825             |                  |
| --------------------------------------------- | ---------------- | ---------------- | ---------------- | ---------------- | ---------------- | ---------------- | ---------------- | ---------------- | ---------------- | ---------------- | ---------------- | ---------------- | ---------------- |
| Джерело:                                      |                  |                  |                  |                  |                  |                  |                  |                  |                  |                  |                  |                  |                  |